# Felix Likiniano

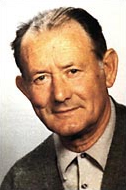
Felix Likiniano.

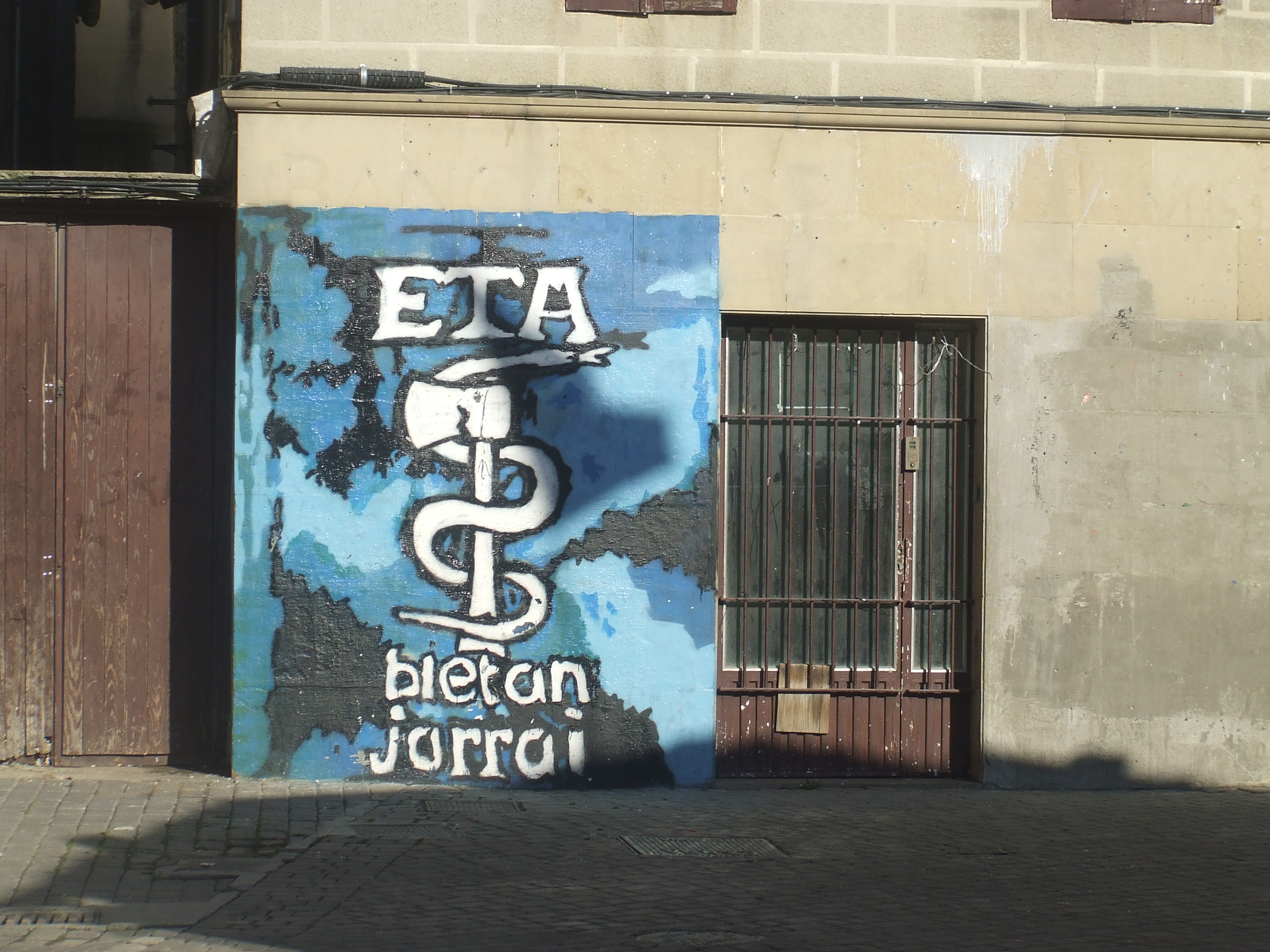
ETA:s symbol med en orm och en yxa skapad av Likiniano.

Felix Likiniano (även känd som Félix Liquiniano), född 14 januari 1909 i Eskoriatza i Spanien, död 22 december 1982 i Biarritz i Frankrike, 
var en baskisk anarkist och formgivare
Han var medlem i fackföreningen CNT och gift med Soledad Casilda Hernáez.
I spanska inbördeskriget deltog han på republikens sida i försvaret av Donostia-San Sebastián, och senare i Aragonien och Katalonien. Efter nederlaget flydde han till Frankrike, där han deltog i franska motståndsrörelsen.
Under 1960-talet lärde Likiniano känna medlemmar i den nygrundade Euskadi ta Askatasuna (ETA), vars symbol han senare formgav.